# Lehmann-Diskontinuität
Die Lehmann-Diskontinuität (oft auch L-Diskontinuität, nach ihrer Entdeckerin, der dänischen Geodätin und Seismologin Inge Lehmann) bezeichnet eine Region innerhalb des oberen Erdmantels, in der die seismischen Geschwindigkeiten des Gesteins bzw. deren Gradienten sich schnell ändern.
Die Lehmann-Diskontinuität wurde in verschiedenen Tiefen zwischen 190 und 250 km mit einem globalen Mittel um 210 km beobachtet. Über ihre Natur, also die genaue Ursache des Geschwindigkeitsanstiegs, herrschen unterschiedliche Meinungen: eine geht von einer mechanischen Grenzschicht aus, die mit einer Veränderung der seismischen Anisotropie einhergeht, während ein anderer Standpunkt die L-Diskontinuität als untere Grenze der Asthenosphäre betrachtet.
In einiger Literatur wird der Begriff der „Lehmann-Diskontinuität“ auch für die Grenze zwischen dem inneren und dem äußeren Erdkern verwendet, da der innere Kern ebenfalls von Inge Lehmann entdeckt wurde. Obwohl diese die weitaus wichtigere Entdeckung Lehmanns war, hat sich der Begriff allgemein doch eher für die Diskontinuität des oberen Erdmantels durchgesetzt.